# لخب
اللَّخَب أو اللِّيْوِسْطُونِيَة أو اللِّيوِصْطُونَة أو الليفستونة (الاسم العلمي: Livistona) هي جنس من النباتات تتبع الفصيلة الفوفلية من رتبة الفوفليات. موطنها في جنوب وجنوب شرق آسيا وأستراليا والقرن الأفريقي. وهو جنس من النخيل المروحي والأوراق ذات سويقات مسلحة تنتهي في مروحة دائرية ذات وريقات كثيرة. ويرتبط جنس الساريب بجنس الليفستونة ارتباطا وثيقا وكانت أنواع الساريب مدرجة من الليفستونة لوقت طويل غير أن الدراسات الحديثة دعت إلى الفصل بين الجنسين.

## أنواع الليفستونة
- لخبة بابويانية
- لخبة بنثامية
- لخبة بونينية
- لخبة جزر الملوك
- لخبة جميلة
- لخبة جنوبية
- لخبة صفراء
- لخبة صوفية
- لخبة صينية
- لخبة ضعيفة
- لخبة عزلاء
- لخبة فيكتورية
- لخبة قاسية
- لخبة قصيرة
- لخبة كبيرة الأوراق
- لخبة لامعة
- لخبة متناسقة
- لخبة مزخرفة
- لخبة مولرية
- لخبة ساريبية